# Vanuatui halción
A vanuatui halción (Todiramphus farquhari) a madarak osztályának szalakótaalakúak (Coraciiformes) rendjébe, ezen belül a jégmadárfélék (Alcedinidae) családjába tartozó faj.
Magyar neve forrással nincs megerősítve.

## Rendszerezése
A fajt Richard Bowdler Sharpe angol ornitológus írta le 1899-ben, a Halcyon nembe Halcyon farquhari néven.

## Előfordulása
Csendes-óceán délnyugati részén, Vanuatu területén honos. Természetes élőhelyei a szubtrópusi és trópusi síkvidéki esőerdők, valamint ültetvények, legelők, szántóföldek és vidéki kertek. Állandó, nem vonuló faj.

## Megjelenése
Testhossza 21 centiméter, a hím testtömege 32–42 gramm, a tojóé 35–42 gramm.

## Életmódja
Rovarokkal, pókokkal és gyíkokkal táplálkozik, de magvakat is fogyaszt.

## Természetvédelmi helyzete
Az elterjedési területe kicsi és az erdőirtások miatt csökkenő, egyedszáma 6700 alatti és ez is csökken. A Természetvédelmi Világszövetség Vörös listáján mérsékelten fenyegetett fajként szerepel.

## Külső hivatkozások
- Képek az interneten a fajról
- Xeno-canto.org - a faj hangja és elterjedési területe